# Adrián Expósito
Adrián Expósito Yáñez (13 de enero de 1989, San Lorenzo de El Escorial, Comunidad de Madrid, España) es un actor español conocido por interpretar a Cristóbal en la serie Toledo, cruce de destinos de Antena 3, Pablo en la serie El secreto de Puente Viejo de Antena 3 y Faustino en la serie Dos vidas de La 1 de RTVE.

## Biografía
Adrián Expósito creció rodeado de películas en el videoclub de su madre. Uno de sus primeros trabajos fue como dependiente en una tienda de cine. Años después la casualidad le llevó a dedicarse a la interpretación y a que el cine siguiera siendo parte de su vida.

## Trayectoria
En 2012 comienza su carrera como actor interpretando el personaje de Cristóbal en la serie Toledo, cruce de destinos de Antena 3 junto a actores como Juan Diego, Álex Angulo, Fernando Cayo, Rubén Ochandiano, Petra Martínez o Maxi Iglesias.
En 2013 protagoniza el cortometraje Fumando Espero, segundo cortometraje del actor Eduardo Casanova como director.
En 2014 estrena su primera película, 2 francos, 40 pesetas del director Carlos Iglesias, donde comparte protagonismo con el propio director y el actor Javier Gutiérrez. Ese mismo año también protagoniza Los amigos raros de Roberto Pérez Toledo, el #LittleSecretFilm para Calle 13 más visto en la red a nivel internacional, que ya cuenta con más de veinticinco millones de visualizaciones en Youtube.
En 2015 presenta junto a Álex García y Marine Discazeaux el cortometraje Trois, escrito y dirigido por Roberto Pérez Toledo, en el Festivalito de La Palma.
El 2017 el director Roberto Pérez Toledo vuelve a contar con él para interpretar unos de los personajes protagónicos del largometraje Como la espuma. Elisa Matilla, Sara Sálamo, Pepe Ocio, Álex Villazán y Daniel Muriel completan el reparto.
En 2019 estrena la película El increíble finde menguante, ópera prima del director Jon Mikel Caballero nominada a mejor comedia en los Premios Feroz (2020); junto a Iria del Río, Nadia de Santiago, Jimmy Castro, Irene Ruiz, Adam Quintero y Luis Tosar. También estrena el cortometraje The sound of mine escrito y dirigido por el actor y director nominado a los Premios Goya Jaime Olías.
De 2019 a 2020 interpreta el personaje de Pablo Centeno en la última temporada de la serie El secreto de Puente Viejo de Antena 3 junto a Silvia Marso, Almudena Cid, Berta Castañé, Manuel Regueiro y Arantxa Aranguren, entre otros.
En 2021 protagoniza el cortometraje Alirón de Adrià Llauró que se hace viral alcanzando las 3 millones de visualizaciones en Youtube en menos de un año, lo cual impulsó la grabación de su secuela, Alirón 2 (El descanso), estrenado en 2022. Ese mismo año lanza en Youtube, junto al grupo de música LEMOT, la versión acústica de la canción Lo que no pude besarte.
En 2021 se incorpora a la serie Dos vidas de La 1 de RTVE interpretando el personaje de Faustino Medina hasta final de su temporada, en 2022. La serie se proclama ganadora de la Rose D'Or a la mejor telenovela de 2021 y es nominada a mejor telenovela en los Premios Emmy Internacional 2022.
En 2023 participa en la película Soy una buena persona de Norberto Ramos del Val, que tras clausurar el Buenos Aires Festival Internacional de Cine Independiente (BACIFI) se estrena en plataformas. Ese mismo año también participa en la serie Mía es la venganza de Telecinco.
En 2024 protagoniza junto a Jone Laspiur  el cortometraje Las personas que no fuman deberían ser ceniceros de Pablo Roso, estrenándose en el Atlántida Film Festival; y junto a Sara Escudero el cortometraje ¿Tú también? de Hector Izquierdo y Álvaro G. Moreno, estrenándose en el Notodofilmfest.

## Filmografía

### Películas
| Año  | Título                       | Papel  | Director               |
| ---- | ---------------------------- | ------ | ---------------------- |
| 2014 | 2 francos, 40 pesetas        | Pablo  | Carlos Iglesias        |
| 2014 | Los amigos raros             | Sam    | Roberto Pérez Toledo   |
| 2017 | Como la espuma               | Pato   | Roberto Pérez Toledo   |
| 2019 | El increíble finde menguante | Mancha | Jon Mikel Caballero    |
| 2023 | Soy una buena persona        | Manolo | Norberto Ramos del Val |

### Series
| Año         | Título                     | Papel     | Cadena               | Notas         |
| ----------- | -------------------------- | --------- | -------------------- | ------------- |
| 2012        | Toledo, cruce de destinos  | Cristóbal | Antena 3             | 13 episodios  |
| 2019 - 2020 | El secreto de Puente Viejo | Pablo     | Antena 3             | 128 episodios |
| 2021        | El tiempo que te doy       | Pablo     | Netflix              | 1 episodio    |
| 2021 - 2022 | Dos vidas                  | Faustino  | La 1                 | 38 episodios  |
| 2023        | Mía es la venganza         | Marcelo   | Telecinco / Divinity | 5 episodios   |

### Cortometrajes
| Año  | Título                                           | Personaje | Director                            |
| ---- | ------------------------------------------------ | --------- | ----------------------------------- |
| 2012 | Almohada                                         | Raúl      | Guillermo J. Escribano              |
| 2013 | Fumando Espero                                   | Hijo      | Eduardo Casanova                    |
| 2015 | Trois                                            | Chico     | Roberto Pérez Toledo                |
| 2016 | Medianoche                                       | Hugo      | Toni Morejón                        |
| 2017 | El poliamor explicado para madres y abuelas      | Adri      | Roberto Pérez Toledo                |
| 2018 | Osito                                            | Álvaro    | Coré Ruiz                           |
| 2018 | Cherry                                           | Chico     | David Cervera y Pepe Puertas        |
| 2018 | Exhalación                                       | Padre     | Al Díaz                             |
| 2019 | Gente que no sabe lo que quiere                  | Sergio    | Alejandro González Ygoa             |
| 2019 | The sound of mine                                | Manuel    | Jaime Olías                         |
| 2020 | Talón de aquiles                                 | Iván      | David García                        |
| 2020 | Ilusión                                          | Edu       | Toni Morejón                        |
| 2020 | Hidroalcohólico                                  | Rafa      | Roberto Pérez Toledo                |
| 2020 | La llave maestra                                 | Pablo     | David García y Ruth García          |
| 2021 | Alirón                                           | Fran      | Adrià Llauró                        |
| 2021 | Hable ahora                                      | David     | David Mora                          |
| 2022 | Alirón 2 (el descanso)                           | Fran      | Adrià Llauró                        |
| 2023 | Miña nena                                        | Martiño   | Noelia Míguez                       |
| 2023 | Jalapeño                                         | Javier    | Alejandro de Vega y Álvaro Moriano  |
| 2023 | Tiet                                             | Tiet      | Iris Dalmau                         |
| 2024 | Las personas que no fuman deberían ser ceniceros | Adry      | Pablo Roso                          |
| 2024 | ¿Tú también?                                     | Ramón     | Héctor Izquierdo y Álvaro G. Moreno |

## Música

### Colaboraciones
- 2021: Lo que no pude besarte feat. LEMOT